# واوپیسن
واوپیسن (به فرانسوی: Vaupoisson) یک کمون در فرانسه است که در Canton of Ramerupt واقع شده‌است.

## خصوصیات
واوپیسن ۱۰٫۷۹ کیلومترمربع مساحت و ۱۴۴ نفر جمعیت دارد و ۱۰۳ متر بالاتر از سطح دریا واقع شده‌است.